# Свети Георги (арменска църква в Пловдив)
„Свети Георги“ (на арменски: Սուրբ Գևորգ եկեղեցի, Сурп Кеворк) е арменска апостолическа църква в град Пловдив, България. Разположена е в старата част на града, на западния склон на Небет тепе.

## История
В началото на V век храмът е построен като православна църква „Свети Георги“, но още през 447 г. е унищожен при варварското нашествие на хуните, довело до опожаряването на Тримонциум. Църквата е възобновена впоследствие от оцелели жители на града.
През 1149 г. в двора на църквата е погребан Алвизиус от Арас, френски католически епископ изпратен от крал Луи VII с мисия при византийския император Мануил I Комнин в Константинопол по време на Втория кръстоносен поход.
През 1657 г. църквата е разрушена от османците, но в резултат от нарастващата арменска колония през 1767 г. е получен султански ферман, в който се разпорежда на местните гърци да предадат една от осемте си църкви в Пловдив на арменците за техен молитвен дом.
През следващите десетилетия се набират средства от видни пловдивски благодетели от арменската общност и през 1828 г. започват строителни работи по градежа на новата църква. Старата сграда е съборена, теренът е разширен и градежът с дялани правоъгълни каменни блокове, приключва на 26 октомври 1828 г. На 8 декември 1828 г. църквата е осветена от одринския архиепископ Месроб. През 1850 г. в двора на църквата е издигната камбанария, която през 1930 г. е преправена в арменски стил. 

## Архитектура и иконопис
Църквата има отделения от двете страни на централния кораб, предназначени съответно за мъже и жени. След пристрояването на параклис и още няколко реконструкции добива съвременния си вид.
Апсидата е облицована с фаянс от 18 – 19 век от град Кютахия в днешна Турция, който е бил център на арменските художествени занаяти. Облицовката е типична и се среща само в двата арменски храма в Йерусалим и Пловдив. Рядко срещана в арменската църковна архитектура е и самата олтарна конструкция.
Ценност за храма представляват старите изографисани икони, сред които:
- „Света Богородица Одигитрия“, дело на неизвестен арменски майстор от края на 18 век,
- „Богородица с Младенеца“ – икона с позлатена резбована рамка, дело на Никола Одринчанина от 1838 г.[1]

Дворът на църквата е просторно правоъгълно пространство, част от което служи за училищен двор на построеното в първите 30 години от 19 век арменско училище, днес Основно училище „Виктория и Крикор Тютюнджян“.

## Крипта-музей
В криптата на църквата се помещава музейна експозиция от религиозна утвар, спасена от избягали от Геноцида през 1915 г. арменци от Родосто, Малгара, Чорлу, Одрин. Експозицията от настолни и нагръдни кръстове, мощехранителници, потири, ръкописни библии и требници е открита през 2001 г. по случай 1700-тната годишнина от приемането на християнството за държавна религия в Армения през 301 г.